# ليزر عشوائي
شعاع الليزر العشوائي (بالإنجليزية:  random laser)‏ هو ذلك شعاع الليزر الذي يستخدم وسيطاً للكسب يتسم بكونه عشوائياً بدرجةٍ عاليةٍ. حيث لا يستخدم الليزر العشوائي أي تجويف ضوئي، ولكن المباديء المتبقية من العملية تظل كما هي مثيلةً لشعاع الليزر التقليدي. كما تم ملاحظة حركة الليزر العشوائية في العديد من الوسائط المختلفة، والتي منها مسحوق أشباه الموصلات، الأغشية الرقيقة (thin film)؛ النانوية منها وغير النانوية، صبغات الليزر (dye laser)، الخزف والعديد من الوسائط الأخرى.
كما أظهرت التطورات ففي مجال الجسيمات النانوية إمكانية وقوع كمياتٍ كبيرةٍ من التبعثر والتشتت الضوئي عندما تحدث الفوتونات. وبهذه الطريقة، يمكن للضوء أن ينتشر حول متوسطٍ ما بصورةٍ مماثلةٍ كما هو الحال في حالة الطلاء الأبيض وفي السُحُب.

## نظام مفكك متنافر
لو تم دمج الجسيمات النانوية في وسيط كسب بصري (optical gain medium)، على سبيل المثال، أكسيد الزنك (انبعاث الأشعة فوق البنفسجية – فجوة النطاق 3.3 eV)، فإن الضوء المنبعث من مصباحٍ ما (مثل الياج ليزر Nd:YAG ثلاثي التردد) سيستميل إشعاعاً تلقائياً للضوء عند ما يقارب 350 نانومتراً ضمن وسيط كسب شعاع الليزر (gain medium). حيث تستثير تلك الفوتونات الإشعاعية التلقائية المنبعثة التحولات الإشعاعية الأخرى في وسيط الكسب بهدف صدورها، مطلقةً العنان حينئذٍ للمزيد من الفوتونات الضوئية. وهذا، بصورٍ عدةٍ، مماثلٌ للتفاعل المتسلسل (chain reaction) الذي يحدث في عملية انشطار النيوترونات في المفاعل النووي والذي أشار R.H. Dicke إليه على أنه (قنبلةٌ بصريةٌ).

## تمركز أندرسون
ظاهرة تمركز أندرسون (Anderson localization) هي ظاهرةٌ جد مفهومةٍ والتي تحدث عندما يتم حجز الإلكترونات في فلزٍ ما، وأن هذا المعدن يمر عبر مرحلةٍ انتقاليةٍ من موصلٍ كهربائيٍ إلى عازلٍ. حيث قيل أن مثل تلك الإلكترونات متمركزة أندرسون (Anderson Localized). وتتمثل شروط هذا التمركز في وجود كثافةٍ عاليةٍ بدرجةٍ كافيةٍ للمبعثرات (المشتتات) في الفلز (الإلكترونات الأخرى، الإسبينات (اللفات المفزلية)، إلخ) لتتسبب في السماح للإلكترونات الحرة بتتبع مسارٍ دائريٍ مفردٍ.
وبالتماثل مع هذا، فلنا أن نتخيل الفوتونات المنتشرة عبر وسيط تبعثر الجسيمات النانوية ذات أقطارٍ تراوح من 10- 100 نانومتراً.فلو كان معيار آيوف- ريجل (Ioffe-Regel criterion)، الواصف لنسبة الخاصة بمتجه الفوتون الموجي k ليعني طول المسار الحر (الخاص بالفوتون المصطدم مع أي شيءٍ) l، يقابله : {\displaystyle kl<1}، ثم أن هناك احتماليةٍ أن الفوتونات الضوئية سيتم حجزها بصورةٍ كبيرةٍ بنفس الطريقة كما تم ملاحظته مسبقاً عندما تم احتجاز الفوتونات وفقاً لتمركز أندرسون (Anderson localization). وفي خضم تلك الطريقة، وفي أثناء احتجاز الفوتون، فإن المبعثرات أو المشتتات (scatter) تلعب دور التجويف البصري. حيث سيسمح وسيط الكسب الذي ترقد المبعثرات (المشتتات) بداخله بوقع عملية الانبعاث المحفز. وكما هو الحال في الليزر العادي، فلو كان الكسب أعظم من الخسائر المتكبدة، فإنه سيتم كسر عتبة إصدار أشعة الليزر، وهنا تحدث عملية إصدر أشعة الليزر.
هذا وستتداخل الفوتونات المسافرة في تلك الدائرة مع بعضها البعض. حيث سيضمن هنا طول التجويف واضح التحديد (1- 10 نانومتراً) أن التداخل هنا هو تداخلاً بناءً وسيسمح لبعض النماذج المحددة بالتذبذب. فالتنافس للكسب يسمح لنموذجٍ واحدٍ بالتذبذب بمجرد الوصول إلى العتبة الصادرة لإشعاع الليزر.
ومع احتمالية تكون وتشكيل العديد من مثل تلك «التجاويف الضوئية» في أي عينةٍ مرتبةٍ عشوائياً، فإن المخرج سيغطي زاويةً صلبةً لـ 4 pi ستراديان (والتي تبث إشعاعاً في جميع الإتجاهات). كما لوحظ أن لطيف الانبعاث العديد من الزوايا البارزة المتوافقة لأطوال تجويفٍ مختلفةٍ، لكلٍ منها FWHM يتراوح بين 0.3 إلى 0.5 نانومتراً.
في حين تعتمد كمياتٍ نموذجيةٍ من وسيط الكسب المطلوبة لزيادة عتبة إصدار أشعة الليزر بقوةٍ على كثافة المُشَتِت أو المُبَعْثِّر. على الرغم من ذلك، فإن التجاويف الفردية تتسم بأنها صغيرةٌ (تنتمي إلى نظام الميكرومتر).

## التطبيقات
ما زال ذلك المجال في مرحلة البكور نسبياً ولذلك فلا تتوفر له العديد من التطبيقات حتى وقتنا هذا. على الرغم من ذلك، فإن أشعة الليزر القائمة على أكسيد الزنك (ZnO) تعتبر مجالاً واعداً في تطبيقات أشعة الليزر فوق البنفسجية المضاءة كهربائياً. حيث يرجع هذا إلى انخفاض تكلفة الإنتاج، كما أنه لوحِظُ أن درجة الحرارة الأمثل لإنتاج ركيزة تتراوح حول 500 درجةً سيليزيوسيةً للمساحيق. وهذا على النقيض مع إنتاج بلورة ليزر عادية في درجة حرارةٍ تزيد عن 700 درجة حرارة سيليزيوسية.
هذا وبسبب الانبعاث متعدد الإتجاهات لشعاع الليزر العشوائي، فمن المحتمل الاستفادة منه في إنتاج تكنولوجيا العروض (على سبيل المثال التلفاز).

## وصلات خارجية
- نيتشر فيزيكس : فيزياء وتطبيقات أشعة الليزر العشوائية.